# Very (album)
 (janvier 2015).
Si vous disposez d'ouvrages ou d'articles de référence ou si vous connaissez des sites web de qualité traitant du thème abordé ici, merci de compléter l'article en donnant les références utiles à sa vérifiabilité et en les liant à la section « Notes et références ».
Pour les articles homonymes, voir Very.
Albums de Pet Shop Boys
Discography
(1991) Disco 2
(1994)
Very est le cinquième album studio du groupe Pet Shop Boys édité le 27 septembre 1993 et vendu à plus de 5 millions d'exemplaires dans le monde. Il fait partie des 1001 albums qu'il faut avoir écoutés dans sa vie. 
Le CD composé de douze titres plus un caché, I believe in ecstasy, interprété par Chris Lowe. L'édition Limitée Australienne  est un coffret comprenant l'album Very ainsi que la VHS du Performance Tour 1991.
En parallèle est sorti l'édition limitée Very Relentless qui  est un double CD comprenant 18 titres plus un caché I believe in ecstasy interprété par Chris Lowe.

## Very
| No  | Titre                                                                                      | Auteur                                                                    | Durée |
| --- | ------------------------------------------------------------------------------------------ | ------------------------------------------------------------------------- | ----- |
| 1.  | Can You Forgive Her?                                                                       | Neil Tennant / Chris Lowe                                                 | 3:53  |
| 2.  | I Wouldn't Normally Do This Kind of Thing                                                  | Neil Tennant / Chris Lowe                                                 | 3:03  |
| 3.  | Liberation                                                                                 | Neil Tennant / Chris Lowe                                                 | 4:05  |
| 4.  | A Different Point of View                                                                  | Neil Tennant / Chris Lowe                                                 | 3:26  |
| 5.  | Dreaming of the Queen                                                                      | Neil Tennant / Chris Lowe                                                 | 4:19  |
| 6.  | Yesterday, When I Was Mad                                                                  | Neil Tennant / Chris Lowe                                                 | 3:55  |
| 7.  | The Theatre                                                                                | Neil Tennant / Chris Lowe                                                 | 5:10  |
| 8.  | One and One Make Five                                                                      | Neil Tennant / Chris Lowe                                                 | 3:30  |
| 9.  | To Speak Is a Sin                                                                          | Neil Tennant / Chris Lowe                                                 | 4:45  |
| 10. | Young Offender                                                                             | Neil Tennant / Chris Lowe                                                 | 4:49  |
| 11. | One in a Million                                                                           | Neil Tennant / Chris Lowe                                                 | 3:53  |
| 12. | Go West (inclus titre caché, Postscript (I Believe in Ecstasy), interprété par Chris Lowe) | Jacques Morali / Henri Belolo / Victor Willis / Neil Tennant / Chris Lowe | 8:21  |

## Very Relentless
CD1
| No  | Titre                                                                                      | Auteur                                                            | Durée |
| --- | ------------------------------------------------------------------------------------------ | ----------------------------------------------------------------- | ----- |
| 1.  | Can You Forgive Her?                                                                       | Neil Tennant/Chris Lowe                                           | 3:53  |
| 2.  | I Wouldn't Normally Do This Kind of Thing                                                  | Neil Tennant/Chris Lowe                                           | 3:03  |
| 3.  | Liberation                                                                                 | Neil Tennant/Chris Lowe                                           | 4:05  |
| 4.  | A Different Point of View                                                                  | Neil Tennant/Chris Lowe                                           | 3:26  |
| 5.  | Dreaming of the Queen                                                                      | Neil Tennant/Chris Lowe                                           | 4:19  |
| 6.  | Yesterday, When I Was Mad                                                                  | Neil Tennant/Chris Lowe                                           | 3:55  |
| 7.  | The Theatre                                                                                | Neil Tennant/Chris Lowe                                           | 5:10  |
| 8.  | One and One Make Five                                                                      | Neil Tennant/Chris Lowe                                           | 3:30  |
| 9.  | To Speak Is a Sin                                                                          | Neil Tennant/Chris Lowe                                           | 4:45  |
| 10. | Young Offender                                                                             | Neil Tennant/Chris Lowe                                           | 4:49  |
| 11. | One in a Million                                                                           | Neil Tennant/Chris Lowe                                           | 3:53  |
| 12. | Go West (inclus titre caché, Postscript (I Believe in Ecstasy), interprété par Chris Lowe) | Jacques Morali/Henri Belolo/Victor Willis/Neil Tennant/Chris Lowe | 8:21  |

CD2
| No | Titre                      | Auteur                  | Durée |
| -- | -------------------------- | ----------------------- | ----- |
| 1. | My Head Is Spinning        | Neil Tennant/Chris Lowe | 6:33  |
| 2. | Forever in Love            | Neil Tennant/Chris Lowe | 6:19  |
| 3. | KDX 125                    | Neil Tennant/Chris Lowe | 6:25  |
| 4. | We Came from Outer Space   | Neil Tennant/Chris Lowe | 5:24  |
| 5. | The Man Who Has Everything | Neil Tennant/Chris Lowe | 6:01  |
| 6. | One Thing Leads to Another | Neil Tennant/Chris Lowe | 6:24  |